# Winter Haven
Winter Haven é uma cidade localizada no estado americano da Flórida, no condado de Polk. Foi incorporada em 1923.

## Geografia
De acordo com o United States Census Bureau, a cidade tem uma área de 103,4 km², onde 81,1 km² estão cobertos por terra e 22,3 km² por água.

### Localidades na vizinhança
O diagrama seguinte representa as localidades num raio de 8 km ao redor de Winter Haven.

## Demografia
Segundo o censo nacional de 2010, a sua população é de 33 874 habitantes e sua densidade populacional é de 417,8 hab/km². Possui 17 037 residências, que resulta em uma densidade de 210,2 residências/km².

## Geminações
- Sambuca di Sicilia, Sicília, Itália [5]